# Combat de Tabrichat
Guerre du Mali
Batailles
Le combat de Tabrichat se déroule lors de la guerre du Mali. La nuit du 28 janvier 2015, des loyalistes attaquent une position rebelle entre Tabankort et Tabrichat.

## Déroulement
Le combat a lieu une semaine après une tentative des rebelles de prendre Tabankort, tenue par les loyalistes. Le 28 janvier 2015, ces derniers lancent une attaque contre une position tenue par le MAA rebelle au sud-est de Tabrichat. Le combat s'engage à minuit quarante. 
Cependant les versions sur le déroulement du combat diffèrent totalement selon les belligérants. Le Gatia revendique l'attaque, qu'il affirme avoir lancé avec sept véhicules chargés de combattants. Il déclare que huit rebelles ont été tués, deux de leurs véhicules détruits, un autre capturé contre aucune perte dans ses rangs,.
De leur côté, les rebelles de la Coordination des mouvements de l'Azawad affirment que leurs troupes ont été attaqués par au moins huit ou neuf hommes. Six ou sept sont tués dont au moins quatre kamikazes, deux autres assaillants sont faits prisonniers. Les rebelles reconnaissent avoir perdu six hommes tués et deux véhicules brûlés. Ils précisent qu'un Algérien figure parmi les assaillants tués et que les prisonniers sont des Peuls maliens,,,,.
Les rebelles accusent alors les loyalistes de Tabankort de complicité avec les « narco-terroristes ». Le Gatia répond et dément s'être servi de kamikazes, affirmant qu'il s'agit d'une manipulation des rebelles pour les amalgamer à des terroristes. Cependant l'AFP et Reuters indiquent qu'une « une source militaire occidentale » et « une source sécuritaire de l'ONU » confirment l'implication de kamikazes aux côtés des hommes du Gatia,,. Officiellement, la MINUSMA confirme l'attaque mais refuse de donner un bilan.

## Suites
Des combats reprennent près de Tabrichat le 4 février, les deux camps revendiquent la victoire, le GATIA affirme notamment avoir pris le contrôle de Tabrichat et plusieurs positions rebelles, tué une dizaine d'hommes du MNLA et fait quatre prisonniers sans aucune perte dans ses rangs,,,,,.